# Теорія шести рукостискань

Теорія шести рукостискань у графічному вигляді

Тео́рія шести́ рукостиска́нь — теорія, згідно з якою будь-які дві людини на Землі розділені в середньому лише п'ятьма рівнями спільних знайомих (і, відповідно, шістьма рівнями зв'язків).

## Історія
Теорію висунули 1969 року американські психологи Стенлі Мілґрем та Джеффрі Треверс. Гіпотеза, яку вони висунули, полягала в тому, що кожна людина опосередковано знайома з будь-яким іншим жителем планети через недовгий ланцюжок спільних знайомих. У середньому цей ланцюжок складається з шести осіб.
Мілґрем спирався на дані експерименту у двох американських містах. Мешканцям одного міста було роздано 300 конвертів, які треба було передати певній людині, яка жила в іншому місті. Конверти можна було передавати тільки через своїх знайомих і родичів. До бостонського адресата дійшло 60 конвертів. Зробивши підрахунки, Мілґрем визначив, що в середньому кожний конверт пройшов через шість осіб. Так і народилася теорія «шести рукостискань».
Повторили експеримент Мілґрема за допомогою електронної пошти вчені кафедри соціології Колумбійського університету. Тисячам добровольців вони запропонували «достукатися» до 20 засекречених людей, про яких повідомляли лише основні характеристики: ім'я, прізвище, рід занять, місце проживання, освіта. Першою успішною спробою стало визначення поштової адреси одного з таких «засекречених» в Сибіру. Доброволець з Австралії знайшов адресу сибірської «цілі» за допомогою всього чотирьох повідомлень.

## Дослідження
Аналіз експертами Microsoft даних, отриманих за місяць спілкування 242 720 596 користувачів, зайняв два роки. Обсяг досліджуваних даних склав близько 4,5 терабайт. На цій базі даних було встановлено, що кожен з 240 мільйонів користувачів сервісу міг би «дійти» до іншого в середньому за 6,6 «кроків». Чим дослідники математично довели теорію та розхожий жарт про те, що через п'ять осіб кожен з нас знайомий з англійською королевою. Між іншим, на основі теорії «тісного світу» виникло і безліч популярних в США ігор. Наприклад, вчені грають у «Число Ердеша». Угорський математик Пол Ердеш — один з великих учених ХХ століття, що має величезне число робіт, написаних у співавторстві. Потрібно знайти найкоротший ланцюжок від нього до іншого відомого вченого. Якщо він написав яку-небудь роботу разом з Ердешем, то число Ердеша у нього дорівнює одиниці. Якщо у співавторстві з тим, хто, своєю чергою, написав що-небудь з Полом Ердешем, то це число у нього дорівнює двом і т. д. Майже всі нобелівські лауреати мають невеликі числа Ердеша.